# 吾妻徳穂 (2代目)
二代目吾妻 徳穂（あづま とくほ、1957年11月7日 - ）は日本舞踊家、吾妻流六代目家元・三世宗家。本名は林 英津子（はやし えつこ）。祖母は吾妻流宗家・四代目家元の初代吾妻徳穂。

## 概要
東京都出身。3歳の時新橋演舞場で初舞台を踏み、1969年1月、11歳で吾妻徳彌を襲名。玉川学園高等部を卒業後、1978年、20歳で六代目吾妻流家元に就任した。
1988年に歌舞伎俳優の中村智太郎（現在の四代目中村鴈治郎）と結婚。1990年に長男壱太郎をもうける。
2014年9月、二代目吾妻徳穂を襲名し、三世宗家に就任。長男・壱太郎は七代目家元・吾妻徳陽となった。

## 受賞歴
- 1979年 第29回芸術選奨新人賞（舞踊部門）[3]
- 1998年 花柳壽應賞第12回新人賞[4]
- 2001年 第56回芸術祭大賞（舞踊部門）[5]
- 2004年 平成15年度日本藝術院賞（第三部 舞踊）[6]
- 2015年 紫綬褒章[7][出典無効][8]